# Utterby
Utterby är en ort och civil parish i Storbritannien.   Den ligger i grevskapet Lincolnshire och riksdelen England, i den sydöstra delen av landet, 210 km norr om huvudstaden London. Utterby ligger 31 meter över havet och antalet invånare är 251.
Terrängen runt Utterby är platt. Runt Utterby är det ganska tätbefolkat, med 75 invånare per kvadratkilometer. Närmaste större samhälle är Grimsby, 16,3 km norr om Utterby. Trakten runt Utterby består till största delen av jordbruksmark.